# 保村大和
保村 大和（やすむら やまと、1969年1月21日-）は、日本の俳優。熊本県出身。4人兄弟の長男。
神戸大学在学中に、腹筋善之介や西田シャトナーらと劇団「惑星ピスタチオ」を結成。2000年の解散まで同劇団で活動した。
2017年7月22日に脳内出血で倒れ、その後も意思疎通ができない状態が続いている。

## 出演

### テレビ
1990年
- 読売テレビ「怒涛のくるくるシアター」
- 関西テレビ「天才ドリル」

1991年
- 関西テレビ「爆笑GONGSHOW」

1993年
- 関西テレビ「爆笑BOOING」 - 腹筋戦艦ヤマトとして

1996年
- 毎日放送「ファッション・カンタータ〜古都に吹く風」

1998年
- NHK「真夜中の王国」

2001年
- 関西テレビ「ソードブル・ジライヤ忍法帳」 - 準レギュラー

2003年
- 関西テレビ「剣龍記」 - ムラマサ 役

2004年
- NHK大河ドラマ「新選組!」 - 大久保利通 役

### CM
- JT「見られてますよ」
- グンゼ

### 舞台
- 惑星ピスタチオ旗揚げ参加　以後惑星ピスタチオの全ての公演
- 西田シャトナー×保村大和「超一人芝居/Believe」
- 西田シャトナー×保村大和「超一人芝居/マクベス」
- 蜷川幸雄演出「タイタス・アンドロニカス」他多数出演
- 流山児★事務所「ハイ・ライフ」東京・北京公演
- 栗山民也演出「母・肝っ玉とその子供たち」＠新国立劇場
- 西田シャトナー演出「バレンタイン☆キッス」＠シアターアプル
- Kitty Films Present's「ソラオの世界」（2011年10月5日-9日、前進座劇場）
- 遠い夏のゴッホ（2013年2月3日 - 24日、赤坂ACTシアター／3月7日 - 10日、大阪・新歌舞伎座） - ラングレン 役

## リンク
- 保村大和 公式ブログ 「週刊 ブルース商会」